# 本·基尔南
本·基尔南（英語：Benedict F. "Ben" Kiernan；1953年—）是美国耶鲁大学的Whitney Griswold历史教授，国际和地区研究教授以及种族灭绝研究项目主任。1953年出生于墨尔本。